# モーダスポネンス
モーダスポネンス（ラテン語: modus ponens、MP）とは、論理学における妥当で単純な「論証」である。ラテン語で「肯定によって肯定する様式」の意。前件肯定（affirming the antecedent）または分離規則（the law of detachment）とも呼ぶ。

## 形式的記法
推論の最も典型的な形式であり、一般に次のような形式である。
P ならば Q である。
P である。
従って、Q である。
論理演算の記法では次のようになる。
{\displaystyle ((P\to Q)\land P)\vdash Q}
ここで、{\displaystyle \vdash } は論理的帰結関係を表す。
モーダスポネンスを次のように表記する場合もある。
{\displaystyle \qquad {\frac {(P\rightarrow Q),P}{Q}}}
これらはいずれも前提条件が2つ存在する。第一の条件は条件文または論理包含演算であり、Q が P を包含することを示す。第二の条件は P であり、第一の条件の条件部分が真であることを主張している。これら2つの前提から論理的に Q が真であることが導かれる。

## 例
以下にモーダスポネンス的な文章の例を示す。
今日が火曜日なら、私は働きに行く。
今日は火曜日だ。
だから、私は働きに行く。
この論述は正しい。しかしそのことは論述に含まれる命題の各々が正しいかどうか（真であるかどうか）とは無関係である。モーダスポネンスとして「健全」な論述は、その結論が真となるいかなる状況に於ても、全ての前提が真であるべきである。論述が正しくとも前提の一部が真でない場合には「不健全」となり得るのであり、論述が正しくかつ全ての前提が真の場合には「健全」である。
ほとんどの論理体系でモーダスポネンスが採用されている。
論証がモーダスポネンスで、その前提が真なら、その論証は健全である。
前提は真である。
従って、その論証は健全である。

## 応用
命題論理では、モーダスポネンスが推論規則とされている。
メタ論理では、モーダスポネンスはカット規則である。カット除去定理によれば、シークエント計算のようなある種の論理計算ではカットは妥当な、許容される推論規則（admissible rule）である。

## mmp
モーダスポネンスの拡張として multiple modus ponens（mmp）があり、以下のような形式である。
P ならば、Q である。
Q ならば、R である。
P である。
従って、R である。
論理演算の記法で表すと次のようになる。
P → Q
Q → R
P
├ R